# Winne zonder strijd
Winne zonder strijd is de naam van een door de Rotterdamse rapper Winne uitgegeven album. De komst van dit album liet langer op zich wachten omdat de rapper drie maal naar een andere producer heeft moeten zoeken.
Volgens de rapper zelf is het album niet gemaakt voor de fans van zijn alter-ego Concrete Winne. Het album zou volgens hem een "volwassener geluid" hebben.
Voordat het album uitgegeven werd, bracht de rapper eerst een mixtape uit genaamd  Haat is de nieuwe liefde!

## Nummers
| Nr. | Titel                              | Gasten                                                        | Duur |
| --- | ---------------------------------- | ------------------------------------------------------------- | ---- |
| 01  | "Intro (De Belofte)"               |                                                               | 3:18 |
| 02  | "W.I.N.N.E."                       |                                                               | 3:36 |
| 03  | "Wat Echt Is"                      | Laise                                                         | 3:56 |
| 04  | "Lotgenoot"                        |                                                               | 4:28 |
| 05  | "Crime Passionel"                  | Dick Klees                                                    | 3:30 |
| 06  | "Winne Zonder Strijd"              |                                                               | 4:26 |
| 07  | "Binnenvetter"                     |                                                               | 3:25 |
| 08  | "Alles Wat Ik Wil"                 | GMB                                                           | 4:03 |
| 09  | "Zegevieren"                       | Feis                                                          | 4:01 |
| 10  | "Wandel Met Me Mee"                |                                                               | 5:04 |
| 11  | "Rood"                             |                                                               | 3:13 |
| 12  | "Luidsprekers"                     | A & C                                                         | 4:44 |
| 13  | "Doe Alsof Je Weet! (Eckte Eckte)" | Shy Rock                                                      | 4:04 |
| 14  | "Geef 8 (Remix)"                   | Eddy Ra, U-Niq, Lotto, Crimson, Alex, Alee Rock, Millz & Feis | 4:36 |